# کابووی
کابووی (به لاتین: Kabwe) یک شهر مسکونی در زامبیا است که در استان مرکزی واقع شده‌است. کابووی ۲۰۲٬۹۱۴ نفر جمعیت دارد و ۱٬۱۸۲ متر بالاتر از سطح دریا واقع شده‌است.

## مشخصات
کابووی از شهرهای بزرگ زامبیا است که در سرشماری سال ۲۰۱۰ میلادی، ۲۰۲٬۹۱۴نفر جمعیت داشته‌است. این شهر تا سال ۱۹۶۶ به نام بروکن هیل نامیده می‌شد و هنگامی که سرب و روی در سال ۱۹۰۲ در آن کشف شد تأسیس گشت. همچنین شهر کابوی محل تولد سیاست زامبیا است چون در طول دوران استعمار مرکز سیاسی مهمی بود. همچنین این شهر یک مرکز حمل و نقل مهم است.